# Hugo Celmiņš
Hugo Celmiņš, född 30 oktober 1877 i Lubāna, död 30 juli 1941 i Moskva, var en lettisk politiker.
Efter studier vid Bonns universitet blev Celmiņš lärare vid lantbruksläroverket och ämbetsbiträde i lantbruksministeriet, därefter upplysnings- och utrikesminister. Från 1 december 1928 var han lettisk ministerpresident.
1941 deporterades Celmiņš av sovjetiska myndigheter och avrättades.